# نورث امریکن اوییشن
نورث امریکن اوییشن (به انگلیسی: North American Aviation) شرکت فرآوران هوافضایی آمریکایی بود، که از اوایل دهه ۱۹۳۰ تا اواسط دهه ۱۹۹۰ وظیفه ساخت شمار زیادی هواپیمای جت و بمب‌افکن را بر عهده داشت، همچنین در تاریخ هوانوردی، هواپیماهای مهمی را، طراحی و تولید نموده است.
از جمله مهم‌ترین هواپیماهای آن هواپیمای آموزشی تی-۶ تگزان، جنگنده پی-۵۱ ماستنگ، بمب افکن بی-۲۵ میچل، جنگندهٔ اف-۸۶ سیبر، هواپیمای ایکس-۱۵ و ایکس‌بی-۷۰ و همچنین سفینهٔ آپولو، مرحلهٔ دوم راکت ساترن ۵ و شاتل فضایی اوربیتر و بمب افکن بی-۱ لنسر را نام برد.
شرکت نورث امریکن اوییشن بعدها در شرکت راکول اینترنشنال ادغام شد و هم‌اکنون بخشی از شرکت بوئینگ می‌باشد.

## تاریخچه

### سال‌های اولیه
کلمنت ملویل کیز این شرکت را در تاریخ ۶ دسامبر ۱۹۲۸ به عنوان یک شرکت خدماتی در زمینهٔ هوانوردی بنیان نهاد. در سال ۱۹۳۴ این شرکت با مدیریت جیمز اچ کیندلبرگر تبدیل به یک شرکت تولیدی شد.
کیندلبرگر از شرکت داگلاس به استخدام شرکت نورث آمریکن اوییشن درآمده بود. نورث آمریکن اوییشن تا سال ۱۹۲۸ مالکیت ایسترن ایرلاینز را در اختیار داشت.
در سال ۱۹۳۳ شرکت جنرال موتورز کنترل اکثریت سهام آمریکن اوییشن را به عهده گرفت و آن را با شرکت تابعه جنرال اوییشن ادغام نمود، ولی نام نورث آمریکن اوییشن را همچنان نگاه داشت.
کیندلبرگر عملیات شرکت را به جنوب کالیفرنیا منتقل کرد، زیرا در آن جا امکان پرواز در تمام روزهای سال، فراهم بود و تضمیم گرفت که تمرکز را بر تولید هواپیماهای آموزشی قرار دهد، زیرا به عقیدهٔ او در این زمینه رقابت با شرکت‌های دیگر آسان تر بود. نخستین هواپیماهای این شرکت جی ای-۱۵ و جی ای-۱۶ بودند، سپس مدل‌های اُ-۴۷ و بی تی-۹ تولید شدند.

### جنگ جهانی دوم
بی سی-۱ نخستین هواپیمای جنگی نورث آمریکن بود که در سال ۱۹۳۷ بر پایهٔ جی ای-۱۶ ساخته شد. در سال ۱۹۴۰ این شرکت نیز، مانند دیگر تولیدکنندگان، سرعت تولید خود را به علت وقوع جنگ افزایش داد و کارخانه‌هایی را در کلمبوس، اوهایو، دالاس و کانزاس‌سیتی، کانزاس تأسیس نمود.

### سال‌های پس از جنگ

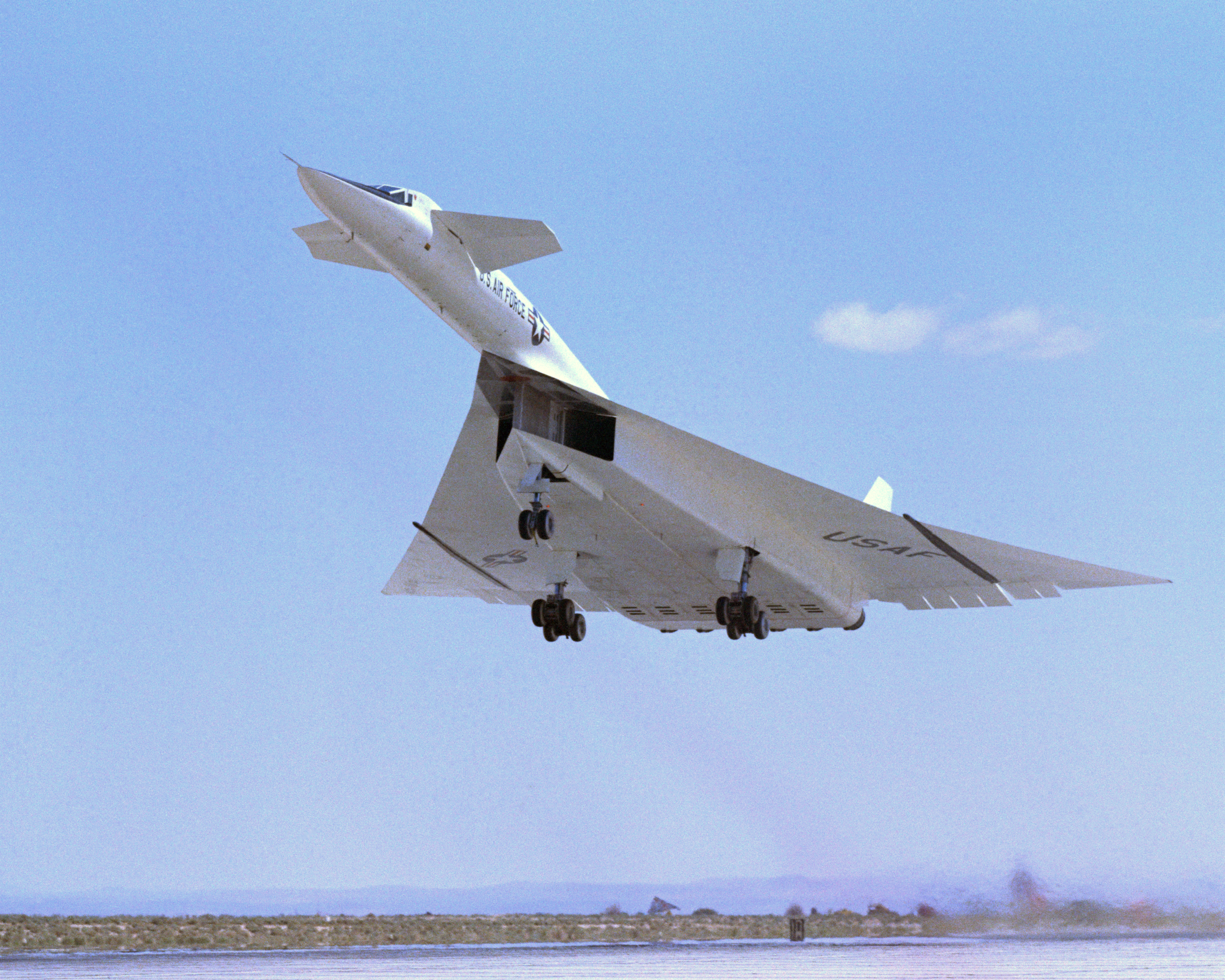
ایکس‌بی-۷۰

پس از جنگ جهانی دوم تعداد کارمندان این شرکت از ۹۱٫۰۰۰ نفر به ۵٫۰۰۰ نفر کاهش یافت. در روز پیروزی بر ژاپن نورث آمریکن سفارش‌هایی از دولت فدرال ایالات متحده برای ساخت ۸٫۰۰۰ هواپیما داشت. پس از چند ماه شمار این سفارش‌ها، به ۲۴ عدد کاهش یافت.
با وجود این نورث آمریکن به طراحی‌های خود ادامه داد و از جمله این طراحی‌ها می‌توان به تی-۲۸ تروجن و اف-۸۲ تویین موستانگ که نمای عجیبی داشت، اشاره نمود. همچنین بمب افکن جت بی-۴۵ تورنادو، اف جی فری، ای جی سویج و طرح انقلابی بمب افکن استراتژیک ایکس‌بی-۷۰ با سرعت ۳ ماخ و جت تجاری تی-۳۹ اشاره نمود.
یکی دیگر از ساخته‌های مهم این شرکت اف-۸۶ سیبر بود، که جنگنده‌های بسیاری را در جنگ کره سرنگون نمود. بیش از ۶٫۶۵۶ فروند اف-۸۶ در ایالات متحده تولید شد و ۲٫۵۰۰ فروند دیگر نیز در نقاط دیگر جهان تولید گردید.

## فهرست هواپیماهای تولید شده
| - پی-۵۱ ماستنگ - اف-۸۲ تویین موستانگ - ای-۳۶ آپاچی - بی-۲۵ میچل - اف-۸۶ سیبر - اف-۱۰۰ سوپرسیبر - اف-۱۰۷ - وای اف-۹۳ - تی-۶ تگزان - تی-۲۸ تروجن | - تی-۲ باک آی - ایکس-۲۱ - اُ-۴۷ - بی تی-۹ - ایکس بی-۲۸ - ای جی سویج - پی-۶۴ - تی-۳۹ سیبرلاینر - ال-۱۷ نویون | - بی-۴۵ تورنادو - اف جی فری - ایکس-۱۰ - ای-۵ ویجیلانت - ایکس اف-۱۰۸ رپیر - اُوی-۱۰ برونکو - ایکس-۱۵ - ایکس‌بی-۷۰ - بی-۱ لنسر |

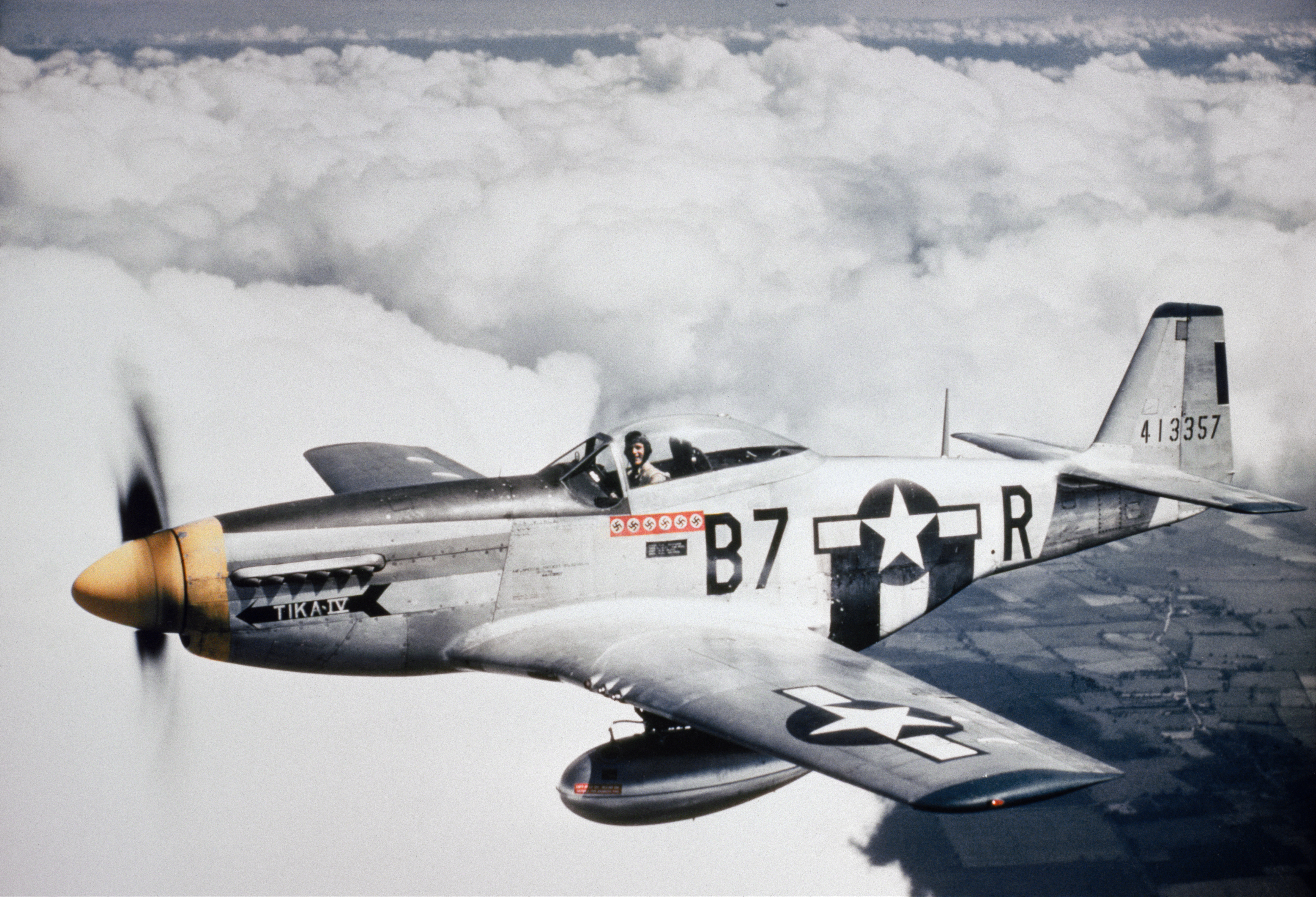
پی-۵۱ ماستنگ
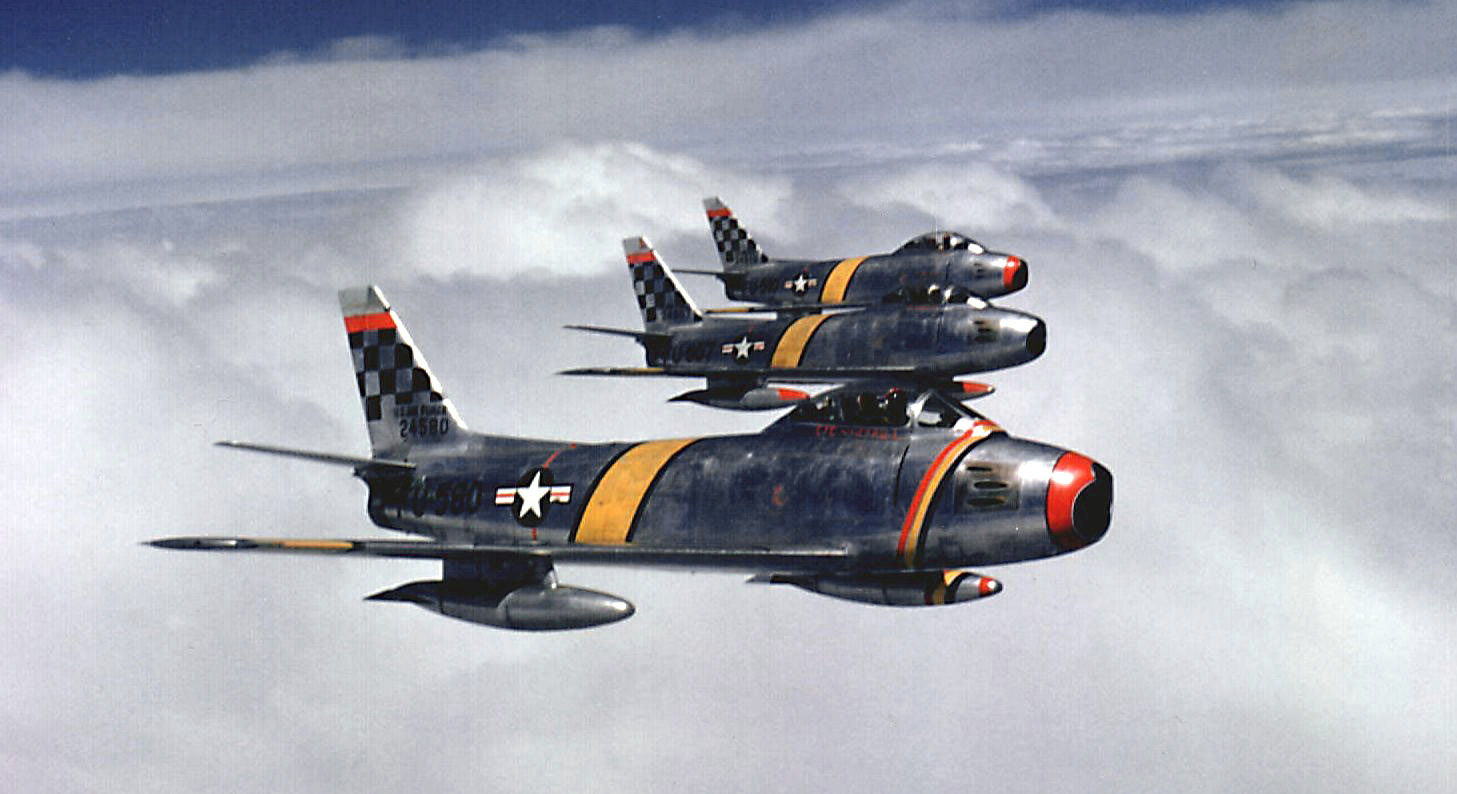
اف-۸۶اف سیبر
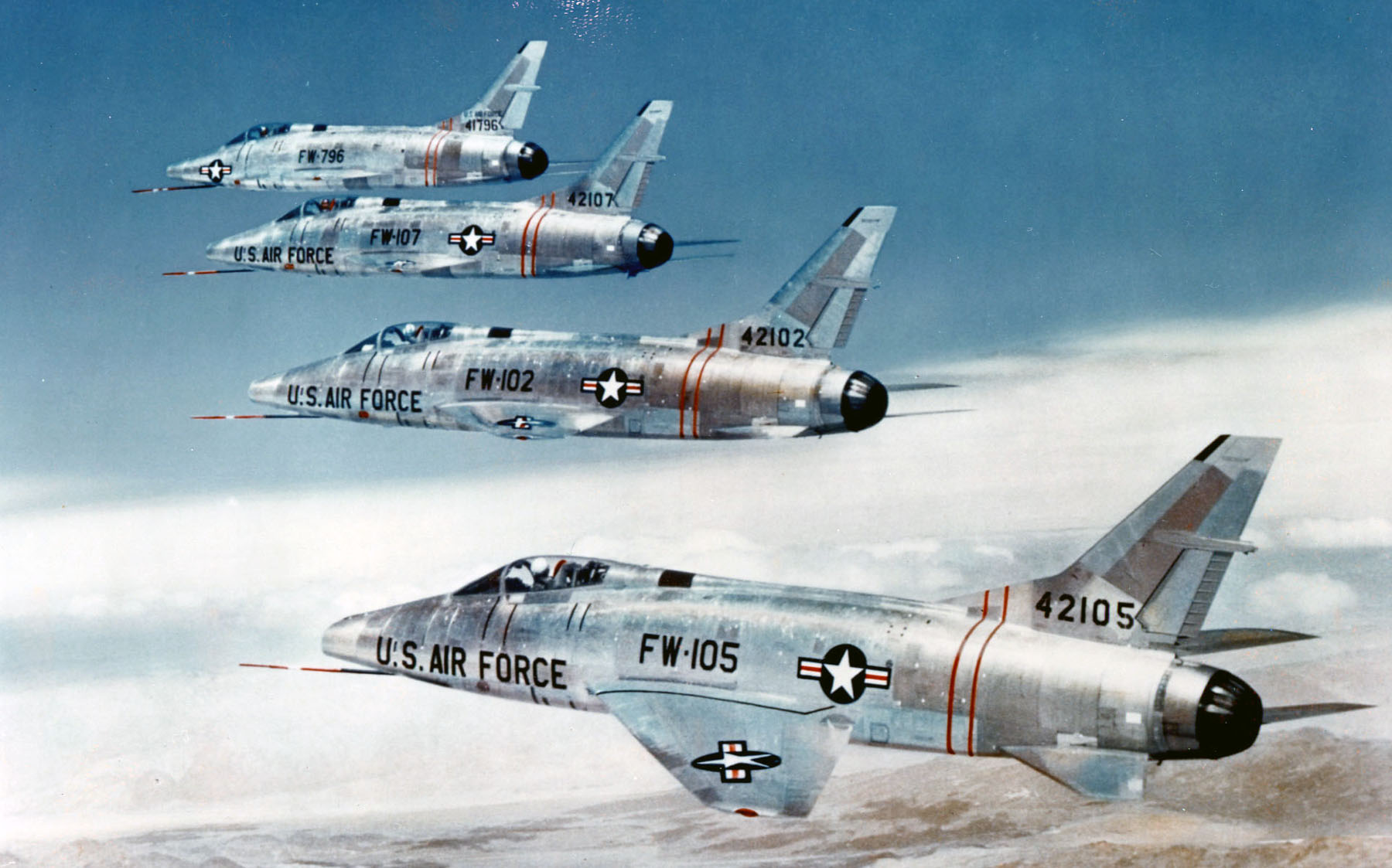
اف-۱۰۰سی سوپرسیبر
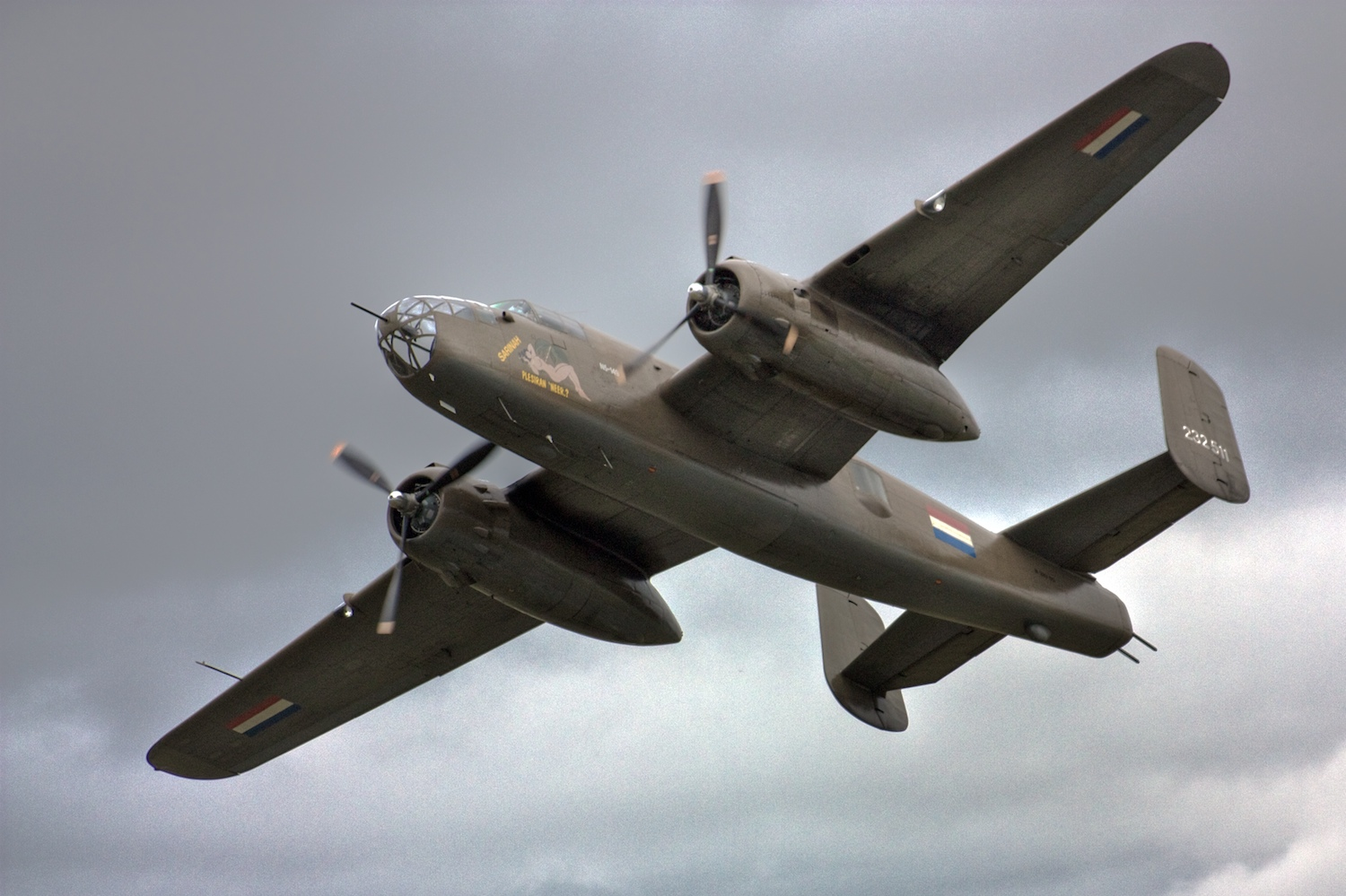
بی-۲۵ میچل
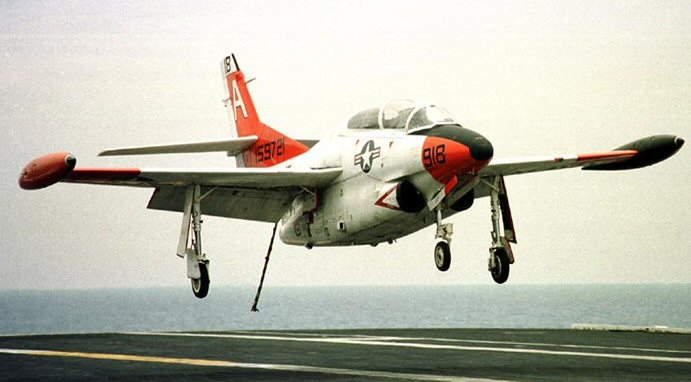
تی-۲ باک آی
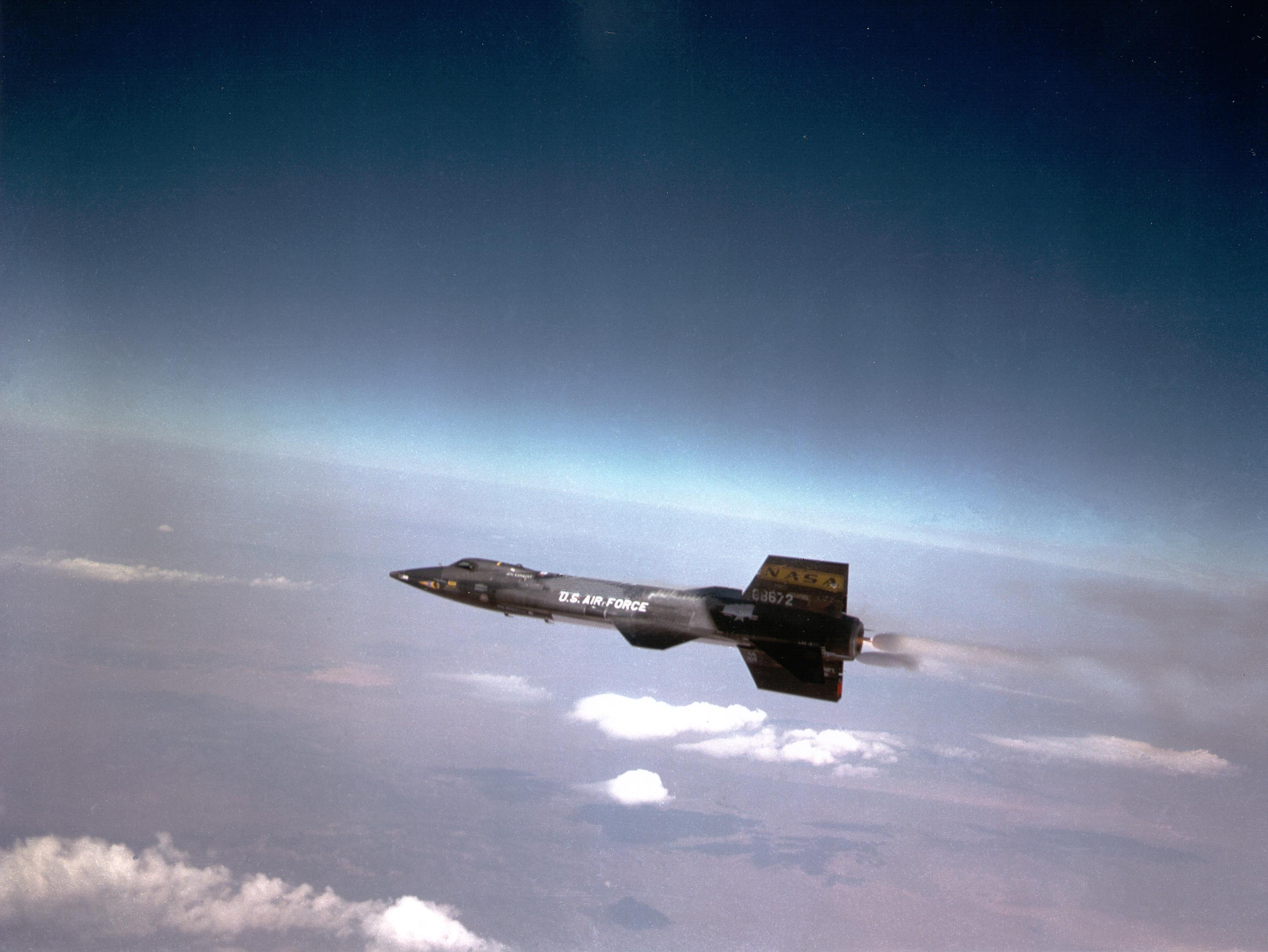
ایکس-۱۵